# Polonophilie

Le drapeau de la Pologne avec les armoiries polonaises.

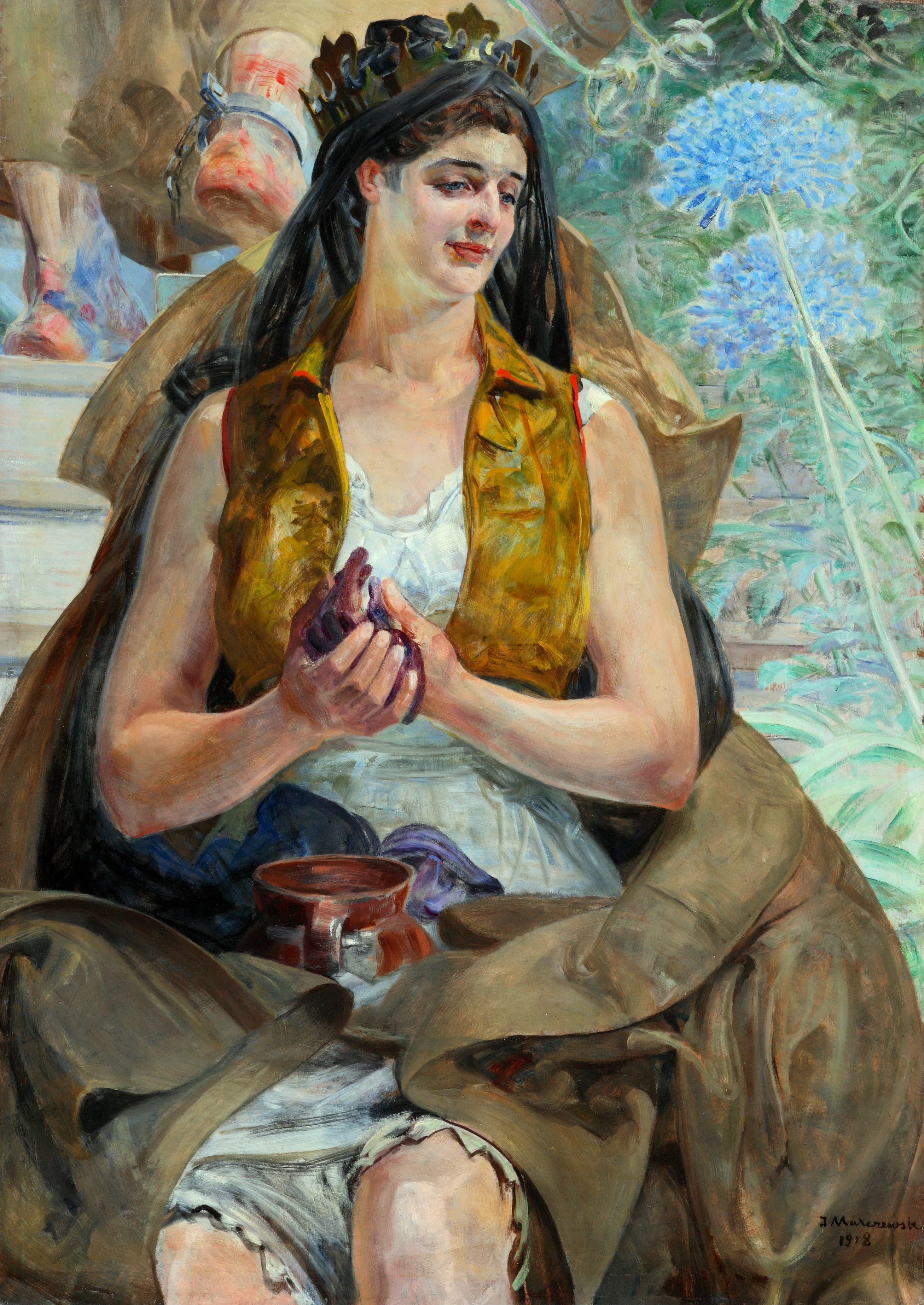
Personnification nationale de la Pologne, Polonia, par Jacek Malczewski.

Un polonophile est une personne qui respecte et aime la culture polonaise ainsi que l'histoire, les traditions et les coutumes polonaises. Le terme définissant ce genre d’attitude est la polonophilie. L'antonyme en est la polonophobie.

## Histoire

### Duché et Royaume de Pologne
Les premiers polonophiles potentiels recensés étaient des Juifs exilés, qui s'installèrent en Pologne tout au long du Moyen Âge, notamment après la première croisade (1096-1099). La culture et la production intellectuelle de la communauté juive de Pologne ont eu un impact profond sur le judaïsme dans son ensemble au cours des siècles suivants, les deux cultures devenant quelque peu interconnectées et influencées l’une par l’autre. Les historiens juifs ont affirmé que le nom du pays se prononçait « Polania » ou « Polin » en hébreu, ce qui a été interprété comme un bon présage car Polania peut être divisé en trois mots hébreux distincts : po (ici), lan (habite), ya (Dieu) ; et Polin en deux mots : po (ici) lin ([tu devrais] habiter). Cela suggérait que la Pologne était une bonne destination pour les Juifs fuyant la persécution et l’antisémitisme dans d’autres pays européens. Le rabbin David HaLevi Segal a exprimé ses vues pro-polonaises en déclarant en Pologne : « la plupart du temps, les Gentils ne font pas de mal ; au contraire, ils font le bien à Israël » (Divre David ; 1689). Les Juifs ashkénazes ont volontairement adopté certains aspects de la cuisine, de la langue et du costume national polonais, ce qui peut être observé dans les communautés juives orthodoxes du monde entier,.

### République des Deux Nations

Le drapeau de Tartu, en Estonie, qui lui a été accordé à la ville par le roi polonais Étienne Bathory en 1584, est toujours utilisé. Il ressemble beaucoup au drapeau polonais et représente l'influence historique de la Pologne sur la Livonie.

Lorsque les Polonais envahirent le tsarat de Russie en 1605, un prince autoproclamé, connu sous le nom de Faux Dmitri Ier, monta sur le trône de Russie. Polonophile, il assura que le roi Sigismond III de Pologne pourrait contrôler les affaires intérieures et extérieures du pays, assurer la conversion de la Russie au catholicisme et ainsi en faire un État fantoche de la Pologne. Le meurtre de Dimitri servit à Sigismond de justification plausible pour organiser une invasion à grande échelle de la Russie 1609. Les Sept boyards déposent alors le tsar régnant Boris Godounov pour démontrer leur soutien à la cause polonaise. Godounov fut transporté comme prisonnier en Pologne, où il mourut. En 1610, les boyards élurent le fils mineur de Sigismond, Ladislas, comme nouveau tsar de Russie, mais ce dernier ne fut jamais couronné. Cette période est connue sous le nom de Temps des Troubles, une partie importante de l'histoire russe qui reste relativement peu mentionnée dans l'historiographie polonaise en raison de ses politiques implicites de polonisation.

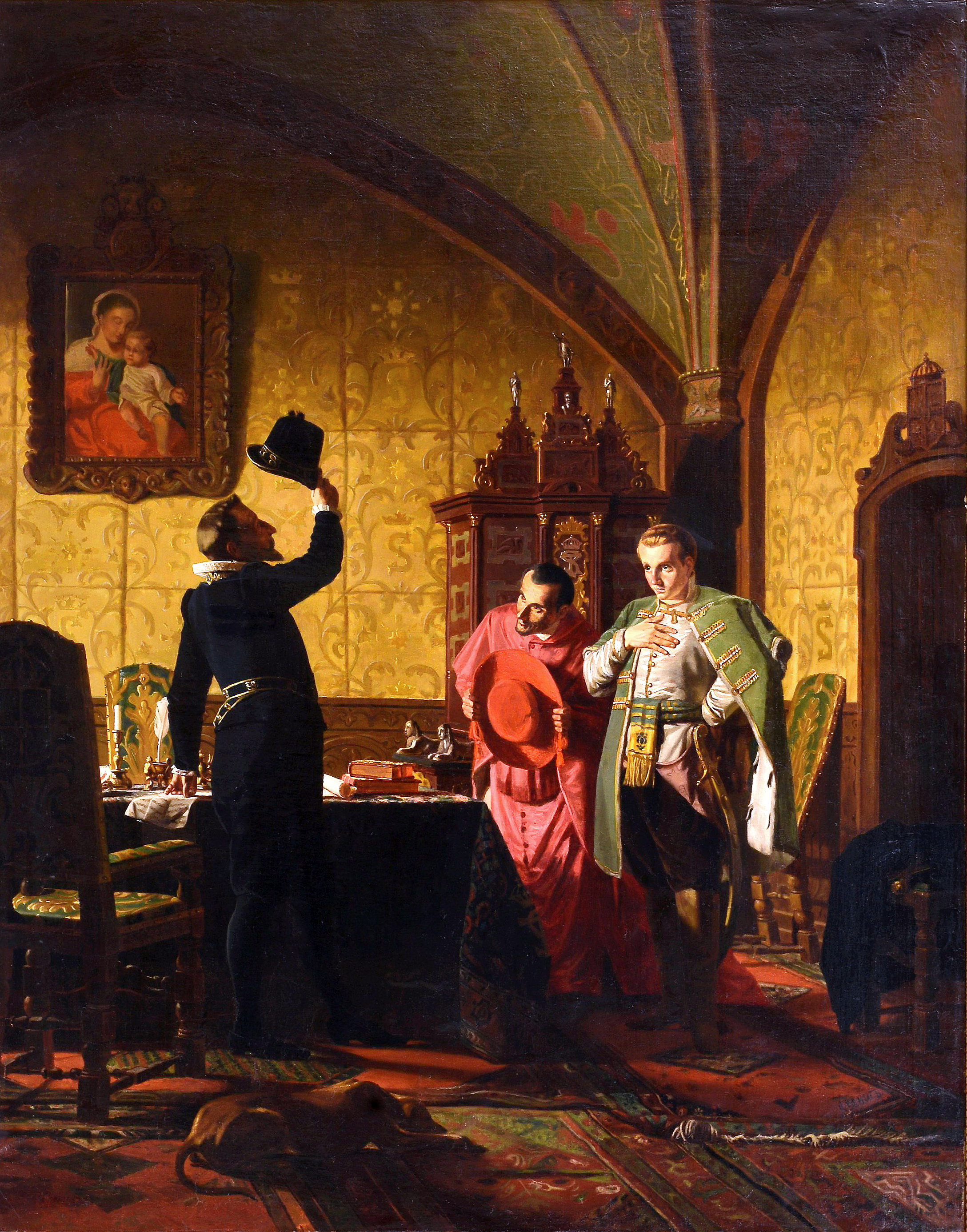
Le faux Dimitri Ier prête serment de fidélité à Sigismond III de Pologne et promet sa conversion au catholicisme.

À l'époque de la République des Deux Nations, l'État cosaque zaporogue était allié au roi catholique de Pologne et les cosaques étaient souvent embauchés comme mercenaires. Ceci a eu un fort impact sur la langue ukrainienne et a conduit à la création d'une Église grecque-catholique ukrainienne lors de l'Union de Brest de 1596. Les Ukrainiens ont cependant conservé leur foi chrétienne orthodoxe et leur alphabet cyrillique. Au cours de la guerre russo-polonaise de 1654-1667, les Cosaques furent divisés en factions pro-polonaises (Ukraine de la rive droite) et pro-russes (Ukraine de la rive gauche). Petro Dorochenko, qui commandait l'armée de la rive droite de l'Ukraine, tout comme d'ailleurs Pavlo Teteria et Ivan Vyhovsky, étaient des polonophiles déclarés et alliés du roi de Pologne. L'influence polonaise sur l'Ukraine a pris fin avec les partages de la fin du XVIIIe siècle, lorsque le territoire de l'Ukraine contemporaine a été annexé par l'Empire russe.
Sous Jean III Sobieski, les forces de la coalition chrétienne vainquirent les Turcs ottomans à la bataille de Vienne en 1683, ce qui, paradoxalement, suscita l'admiration pour la Pologne et ses hussards ailés dans l'Empire ottoman. Le sultan surnomma Sobieski le « Lion du Lehistan [Pologne] ». Cette victoire a également suscité l'admiration en Perse, les Perses ayant accordé à Sobieski le fier titre de Ghazi. Cette tradition a été cultivée lorsque la Pologne a disparu de la carte pendant 123 ans. L'Empire ottoman, avec la Perse, était le seul grand pays au monde à ne pas reconnaître les partages de la Pologne. La cérémonie de réception d'un ambassadeur étranger ou d'une mission diplomatique à Istanbul commençait par une annonce de la formule sacrée : « l'ambassadeur du Lehistan [Pologne] n'est pas encore arrivé ».

### Après les partages

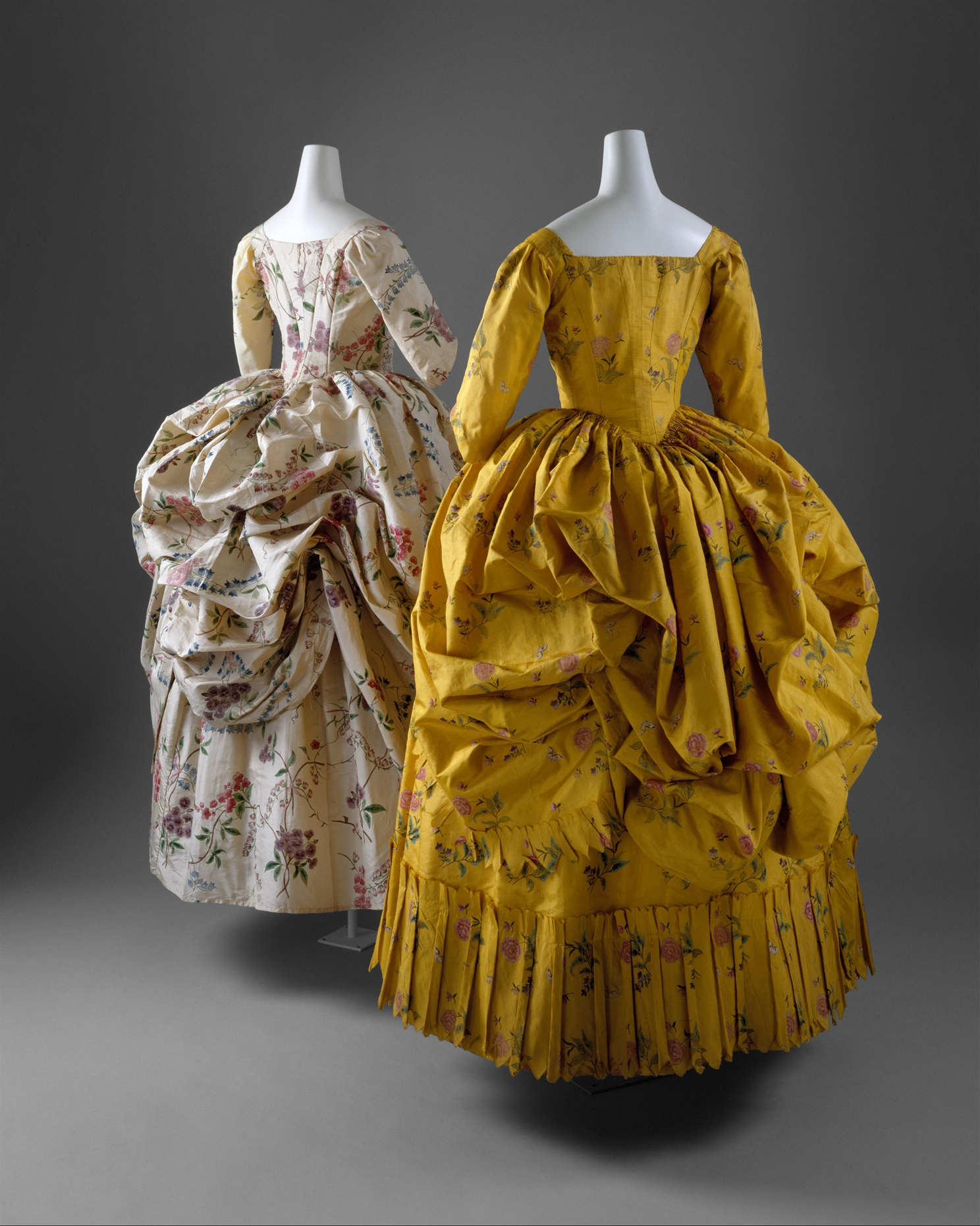
La robe à la polonaise, une robe populaire à Versailles au XVIIIe siècle et portée notamment par Marie-Antoinette.

Les partages de la Pologne ont donné naissance à une nouvelle vague de polonophilie en Europe et dans le monde. Les révolutionnaires exilés tels que Casimir Pulaski et Tadeusz Kościuszko, qui ont lutté pour l'indépendance des États-Unis, ont contribué à l'émergence du sentiment pro-polonais en Amérique du Nord,.
En Haïti, le leader de la Révolution haïtienne et premier chef d'État Jean-Jacques Dessalines qualifiait les Polonais de « nègres blancs d'Europe »,. Il s'agissait d'une expression de respect et d'empathie pour la situation des Polonais, après que les soldats polonais envoyés par Napoléon pour réprimer la Révolution haïtienne aient fait défection pour rejoindre les insurgés (voir Haïtiens polonais). La constitution haïtienne de 1805 accorda aux Polonais la citoyenneté haïtienne.
La Belgique nouvellement créée, qui a déclaré son indépendance vis-à-vis des Pays-Bas, était un pays très polonophile (voir Relations entre la Belgique et la Pologne). La diplomatie belge a refusé d'établir des relations diplomatiques avec l'Empire russe pour avoir annexé une grande partie des territoires de l'est de la Pologne lors des partages. Les relations diplomatiques entre Moscou et Bruxelles n'ont été établies que des décennies plus tard.
Le soulèvement de novembre 1830, qui a eu lieu en Pologne du Congrès contre la Russie, a déclenché une vague de polonophilie en Allemagne (à l'exclusion de l'État de Prusse, puissance co-partageante), comprenant des contributions financières aux exilés, le chant de chansons pro-polonaises, et la publication de littérature pro-polonaise. Cependant, lors du soulèvement de janvier 1863, le sentiment pro-polonais avait pratiquement disparu.

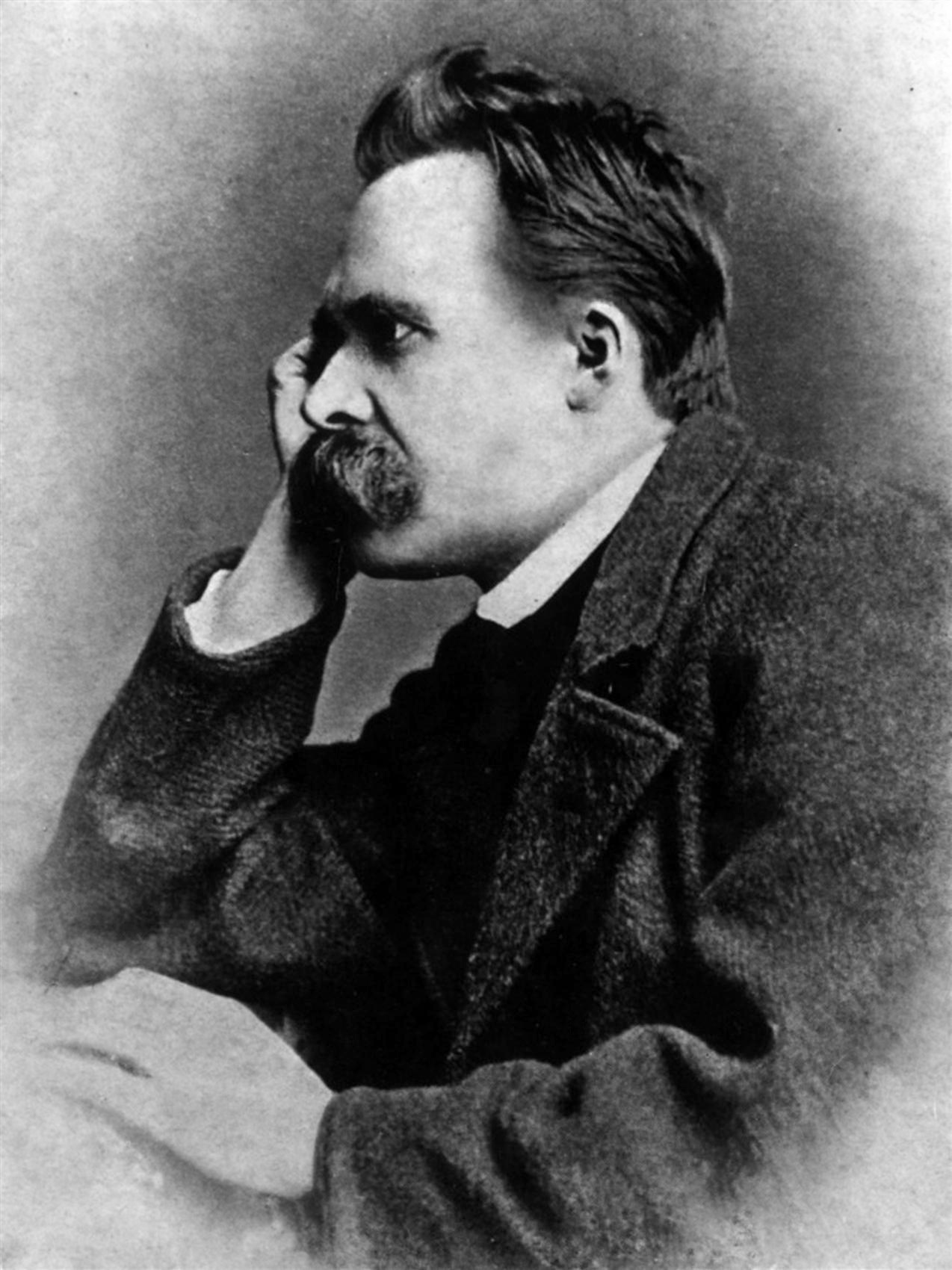
Le philosophe allemand Friedrich Nietzsche était un polonophile de longue date et soutenait la Pologne dans tous les domaines.

L'un des centres les plus forts de polonophilie en Europe au XIXe siècle était l'Irlande. Le mouvement de la Jeune Irlande et les Fenians ont vu des similitudes dans les deux pays en tant que « nations catholiques victimes de grandes puissances impériales ». En 1863, les journaux irlandais exprimèrent un large soutien au soulèvement de janvier, qui était alors considéré comme une manœuvre risquée.
Les Italiens et les Hongrois ont été les plus nombreux à soutenir les Polonais lors du soulèvement de janvier (voir les sections Hongrie et Italie ci-dessous), mais d'autres nations ont également manifesté leur sympathie pour le soulèvement. En Suède, plusieurs journaux sympathisèrent avec les Polonais, certains affirmant que la Russie était un ennemi commun de la Suède et de la Pologne. Des rassemblements pro-polonais furent organisés, auxquels participèrent des parlementaires suédois, et des fonds furent collectés pour l'achat d'armes aux insurgés polonais. Le roi de Suède Charles XV a fortement soutenu l'implication suédoise dans la lutte aux côtés de la Pologne, qui, cependant, n'a pas eu lieu en raison de la position modérée du gouvernement suédois, qui a déclaré sa volonté de combattre pour la Pologne uniquement aux côtés des puissances d'Europe occidentale que sont la Grande-Bretagne et la France. Une expédition de volontaires polonais armés venus d'Europe occidentale, assistés d'étrangers de diverses nationalités, qui s'est arrêtée sur l'île d'Öland et à Malmö en route vers la Pologne, a été accueillie avec sympathie par les Suédois locaux.
Tout au long de l'histoire moderne, la France fut longtemps l'alliée de la Pologne, en particulier après que le roi de France Louis XV eut épousé la princesse polonaise Marie Leszczyńska, fille de Stanislas Ier. Les coutumes et la mode polonaises devinrent populaires à Versailles, comme par exemple la robe à la polonaise, adorée par Marie-Antoinette. La cuisine polonaise est également à la mode. Napoléon Ier et Napoléon III exprimèrent tous deux un fort sentiment pro-polonais après que la Pologne eut cessé d'exister en tant que pays souverain en 1795,. En 1807, Napoléon Ier établit le duché de Varsovie, un État client de l'Empire français, qui fut finalement dissous en 1815 au congrès de Vienne. Napoléon III a également appelé à une Pologne libre, et sa femme, Eugénie de Montijo, a étonné l'ambassadeur d'Autriche (l'Autriche était l'une des trois puissances copartageantes) en « dévoilant une carte européenne avec un réalignement des frontières pour accueillir une Pologne indépendante ».
Les Sorabes, étroitement liés aux Polonais, qui étaient également sous domination polonaise au Moyen Âge, sympathisaient avec les Polonais et les considéraient comme des alliés dans la résistance contre les politiques de germanisation. Michał Hórnik (hsb), un militant sorabe du XIXe siècle, a déclaré sa sympathie et son admiration pour les Polonais, a popularisé la connaissance de Nicolas Copernic et de Tadeusz Kościuszko à travers la presse sorabe, a rendu compte des événements de l'insurrection de janvier, et a établi des contacts avec les Polonais lors de visites à Varsovie, Cracovie et Poznań.
L'un des polonophiles les plus éminents et les plus vocaux de la fin du XIXe siècle était le philosophe allemand Friedrich Nietzsche, qui était certain de son héritage polonais. Il exprimait souvent ses opinions positives et son admiration envers les Polonais et leur culture. Cependant, les chercheurs modernes pensent que la revendication de Nietzsche selon laquelle il aurait été d'origine polonaise était une pure invention. Selon le biographe R. J. Hollingdale, la propagation par Nietzsche du mythe de l'ascendance polonaise pourrait avoir fait partie de sa « campagne contre l'Allemagne ».

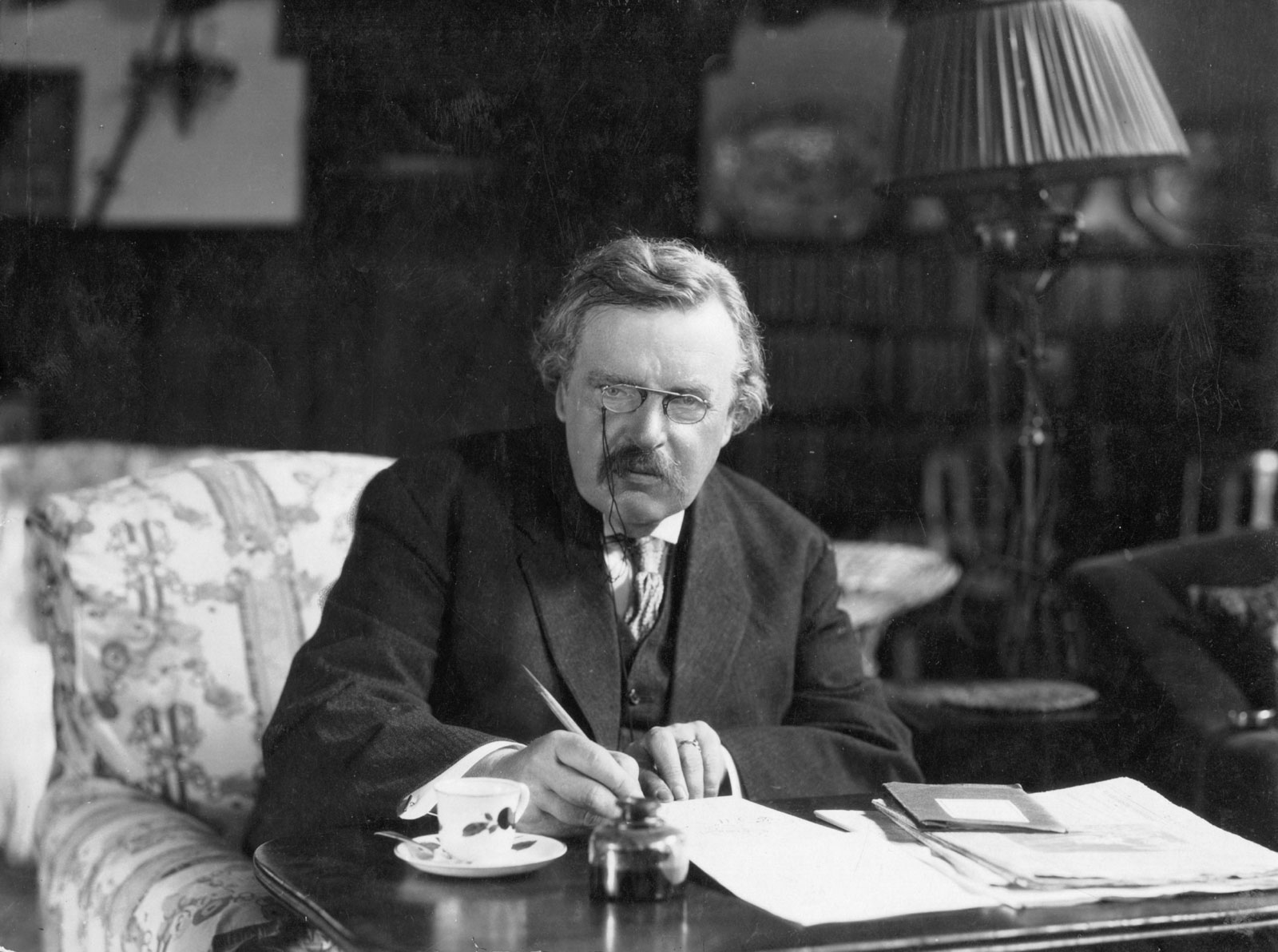
L'écrivain anglais G. K. Chesterton a exprimé son admiration pour la nation polonaise.

Au début du XXe siècle, de nombreux écrivains ont déclaré leur admiration pour les Polonais, notamment le Brésilien Ruy Barbosa, le Japonais Nitobe Inazō, et le Britannique G. K. Chesterton. Nitobe Inazō a qualifié les Polonais de « nation courageuse et chevaleresque », et appréciait le dévouement des Polonais à l'histoire et au patriotisme. Ruy Barbosa a plaidé pour l'indépendance de la Pologne lors des Conventions de La Haye de 1907.
 
La Bulgarie a également fait montre d'une démonstration de sympathie et de gratitude envers la Pologne par l'inauguration d'un complexe commémoratif et d'un mausolée symbolique du roi Ladislas III de Pologne à Varna. Ladislas III commandait une coalition de pays d'Europe centrale et orientale lors de la bataille de Varna en 1444 pour tenter de repousser l'invasion ottomane de l'Europe et de libérer la Bulgarie. Le club de football SK Vladislav (en), premier champion de Bulgarie, porte également le nom du roi de Pologne.

### Après la restauration de l'indépendance polonaise
Lorsque la Pologne a finalement retrouvé son indépendance après la Première Guerre mondiale, la polonophilie s'est progressivement transformée en une démonstration de patriotisme et de solidarité, en particulier pendant les horreurs de la Seconde Guerre mondiale et la lutte polonaise contre le communisme.

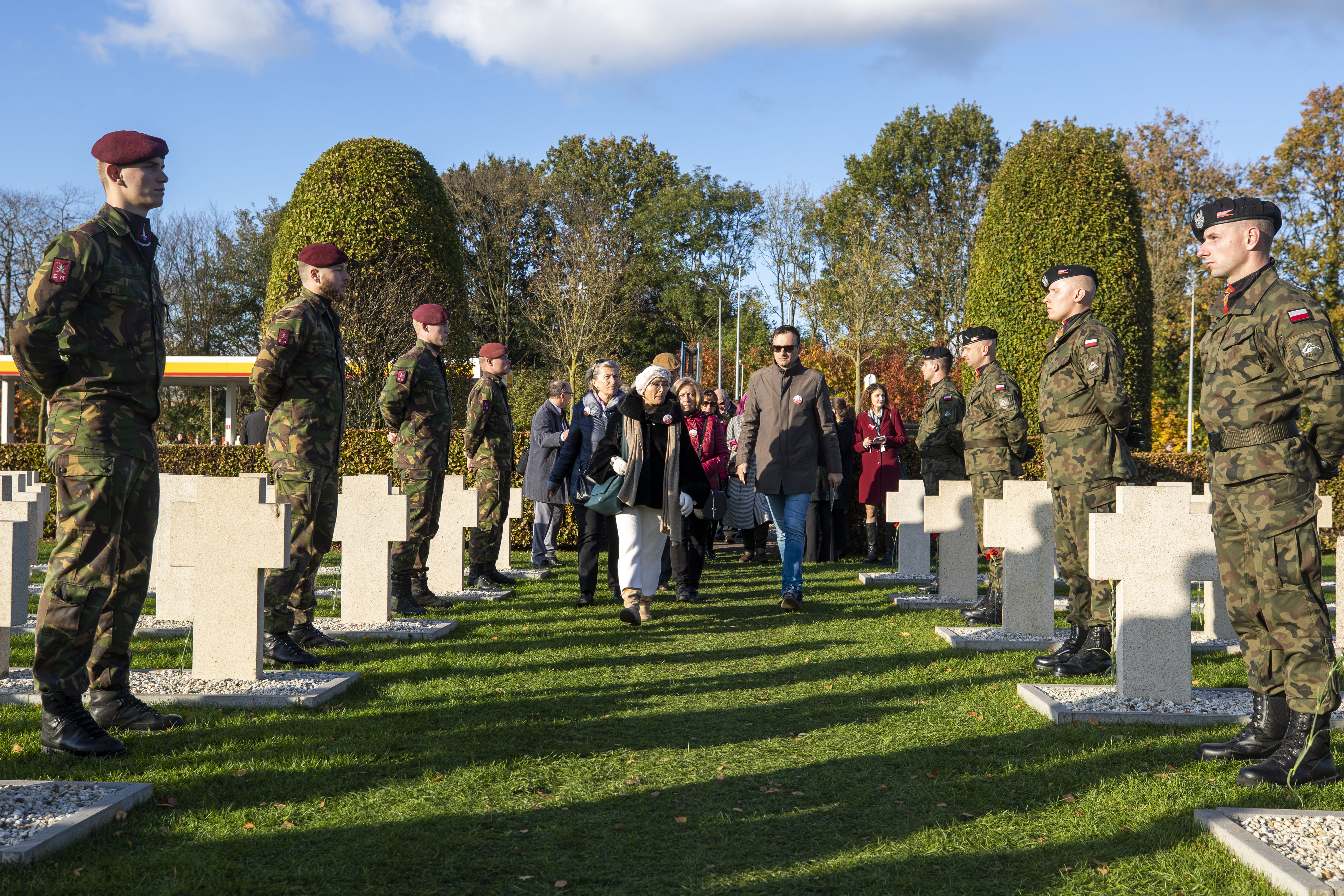
Célébration du 75e anniversaire de la libération de Bréda par la 1re division blindée polonaise (2019).

En 1939, les alliés de l'Allemagne, traditionnellement amis de la Pologne – l'Italie, le Japon et la Hongrie – n'approuvèrent pas l'invasion allemande de la Pologne, qui déclencha la Seconde Guerre mondiale. Malgré leur neutralité déclarée et les pressions allemandes et soviétiques, la Hongrie, la Roumanie, l'Italie, la Bulgarie, la Grèce et la Yougoslavie sympathisèrent avec la Pologne et permirent secrètement la fuite des Polonais à travers leurs territoires vers la France alliée de la Pologne, où l'armée polonaise fut reconstituée pour continuer la lutte contre l'Allemagne. Finalement, la Grèce et la Yougoslavie, craignant l'Allemagne, devinrent réticentes à laisser les Polonais s'échapper à travers leurs territoires, mais la Bulgarie et la Turquie permirent à ces derniers de continuer à fuir à travers leurs territoires. Les Japonais ont aidé à évacuer secrètement une partie des réserves d'or polonaises de la Pologne occupée et ont coopéré étroitement avec les services de renseignement polonais. Mahatma Gandhi a exprimé son respect pour la résistance polonaise contre l'invasion allemande.
Les troupes polonaises ont participé à la libération de plusieurs nations de l'occupation allemande, ce qui est particulièrement commémoré à Bréda aux Pays-Bas. Il y a là-bas un cimetière militaire polonais, où le général polonais et héros de guerre Stanisław Maczek est enterré, et l'anniversaire de la libération est commémoré dans la ville, entre autres par les supporters du club de football local NAC Breda.

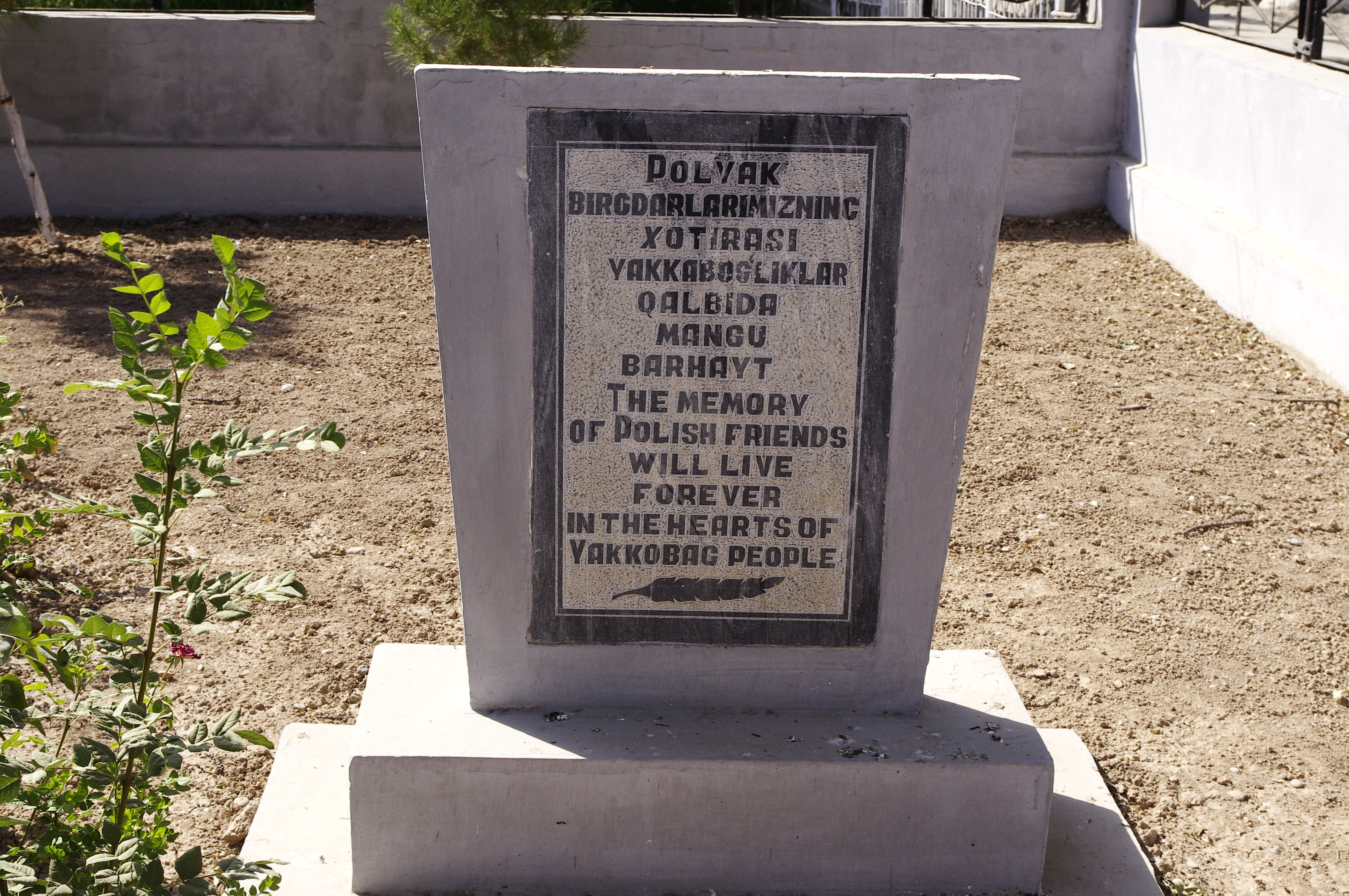
La mémoire des amis polonais vivra à jamais dans le cœur des habitants de Yakkabog, inscription au cimetière polonais de Yakkabogʻ, en Ouzbékistan.

Plusieurs personnes ayant eu des contacts avec la résistance polonaise ont fait l’éloge des Polonais. Ron Jeffery, prisonnier de guerre britannique qui s'est échappé de la captivité allemande en Pologne occupée et a rejoint la résistance polonaise, a déclaré dans ses mémoires que « des gens d'un courage moral et physique plus incomparable que les Polonais n'ont jamais existé, et un sentiment de fierté d'avoir combattu et d'avoir été étroitement associé à eux dans leurs rares luttes ininterrompues, est toujours avec moi ». L'Australien Walter Edward Smith, qui s'est également échappé de la captivité allemande et a rejoint la résistance polonaise, a déclaré que les Polonais, et non les Australiens comme il « le croyait auparavant », étaient « les meilleurs soldats du monde ».
Malgré le régime soviétique, les cimetières et tombes polonais de la Seconde Guerre mondiale en Ouzbékistan ont pour la plupart survécu à la période d'après-guerre. Après la dissolution de l'Union soviétique et la restauration d'un Ouzbékistan indépendant, les Ouzbeks ont souvent annoté les cimetières polonais avec des inscriptions faisant référence aux Polonais enterrés comme étant leurs « amis » (voir Relations entre la Pologne et l'Ouzbékistan).
En Argentine, le 8 juin est célébré comme la « Journée du colon polonais » pour honorer la contribution des immigrants polonais en Argentine.

## Pays avec un fort sentiment pro-polonais

### Arménie
Les Arméniens en Pologne ont une présence importante et historique qui remonte au XIVe siècle ; cependant, les premiers colons arméniens sont arrivés au XIIe siècle, ce qui en fait la plus ancienne minorité de Pologne, avec les Juifs. Une diaspora arménienne très importante et indépendante existait en Pologne mais elle a été assimilée au fil des siècles par la polonisation et l'absorption de la culture polonaise. Entre 40 000 et 80 000 personnes en Pologne revendiquent aujourd’hui la nationalité arménienne ou un héritage arménien. Des vagues massives d’immigration arménienne en Pologne se sont produites depuis l’effondrement de l’Union soviétique en 1991,.
Les Arméniens sont très attachés à la culture et à l’histoire polonaises. Plusieurs caractéristiques culturelles arméniennes existent également dans le costume national polonais, notamment le sabre Karabela (en) introduit par les marchands arméniens en Pologne-Lituanie.
Il existe des khachkars commémorant l'amitié arméno-polonaise à Zamość, Szczecinek et Zabrze en Pologne, et à Erevan en Arménie,.

### États-Unis

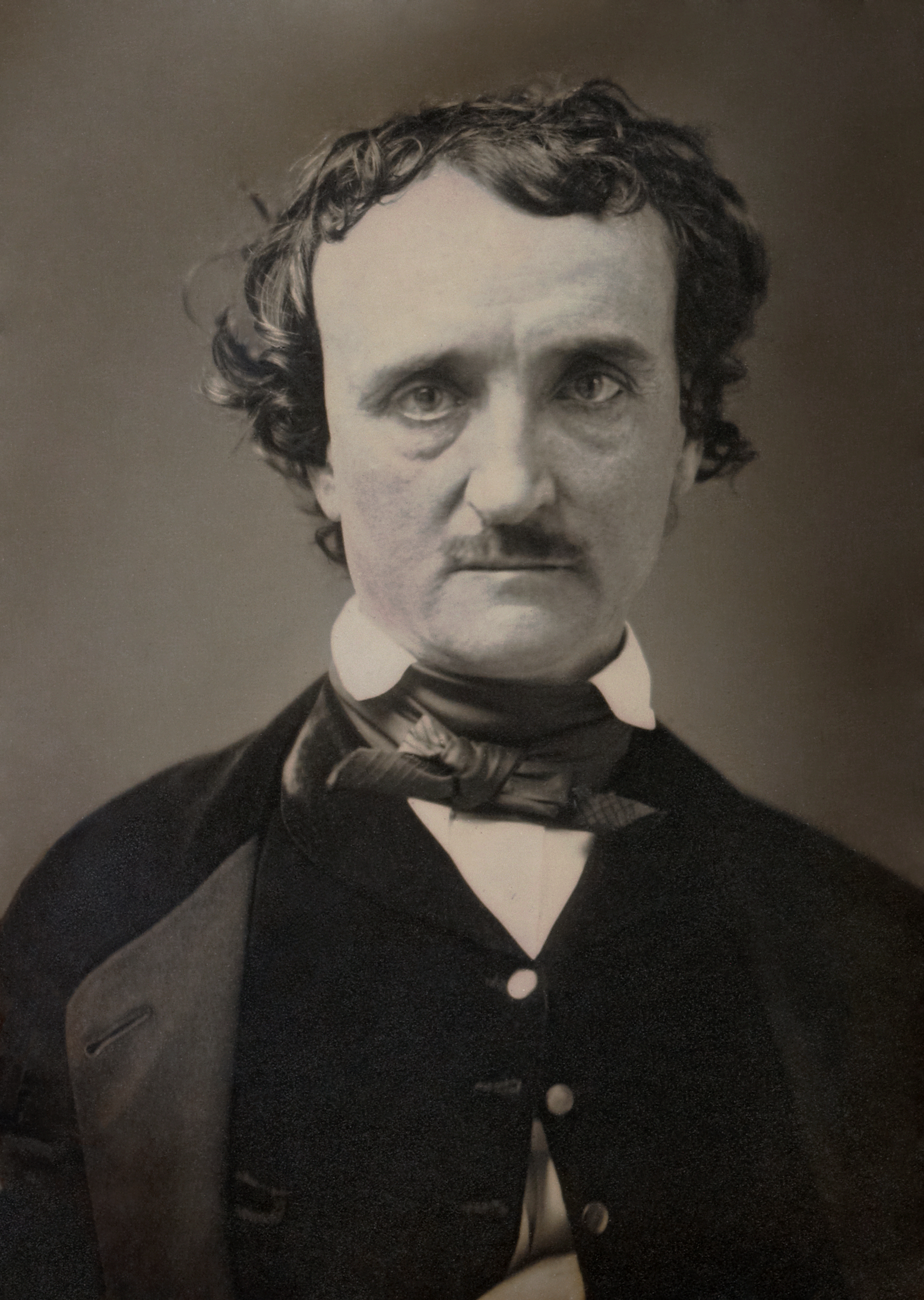
L'écrivain Edgar Allan Poe était un polonophile autoproclamé et a proposé son service à une éventuelle armée polonaise pour lutter pour l'indépendance de la Pologne.

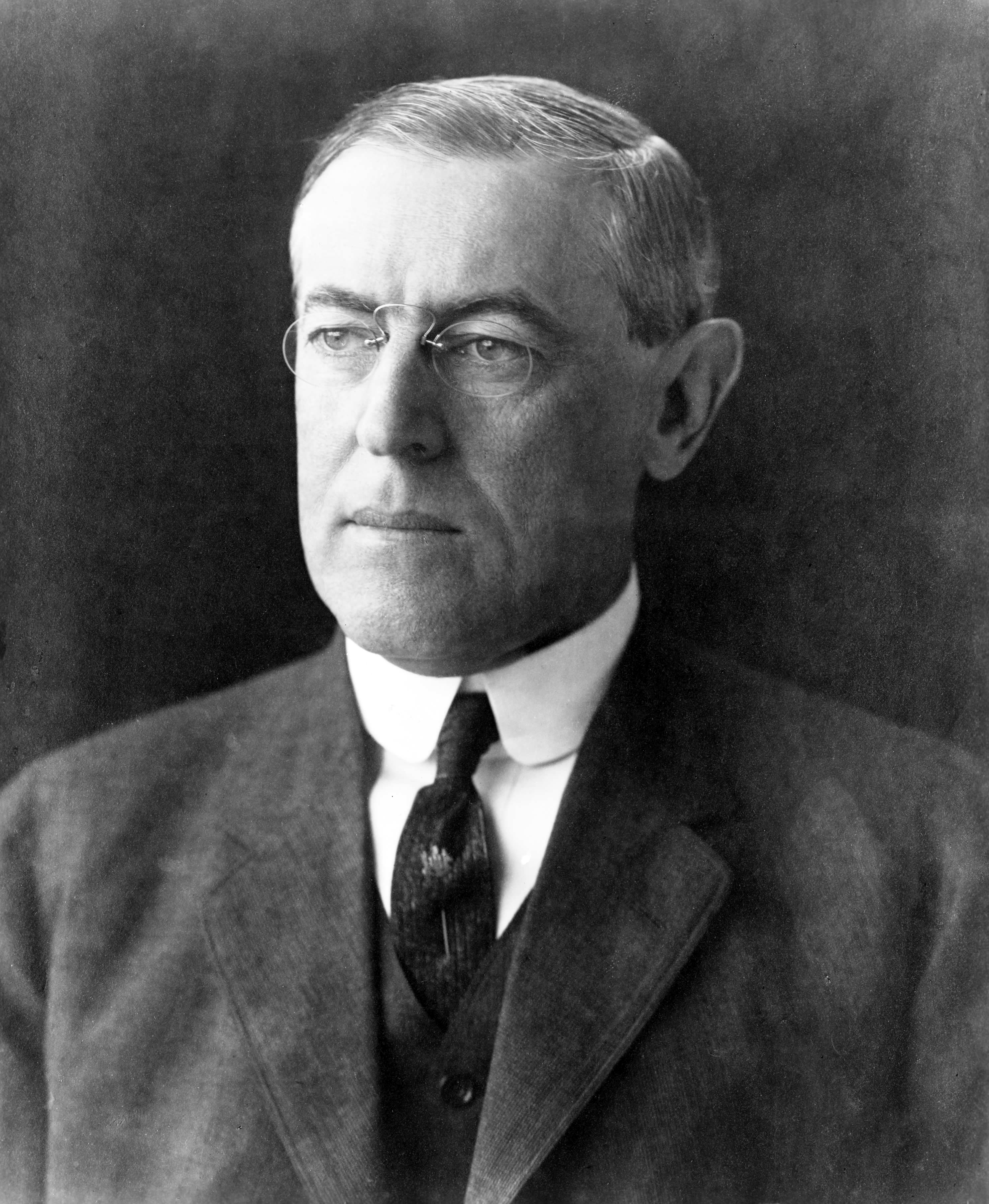
Le président américain Woodrow Wilson a présenté ses Quatorze Points et a exigé l'établissement d'une Pologne souveraine après la Première Guerre mondiale.

Tadeusz Kościuszko et Casimir Pulaski, qui ont lutté pour l’indépendance des États-Unis et de la Pologne, sont considérés comme les fondements des relations polono-américaines. Cependant, les États-Unis ont commencé à s'impliquer dans la lutte de la Pologne pour la souveraineté lors de deux soulèvements nationaux polonais du XIXe siècle.
Lorsque l'insurrection de novembre a commencé en 1830, il y avait encore très peu de Polonais aux États-Unis, mais l'opinion américaine sur la Pologne a été façonnée positivement par leur soutien à la Révolution américaine. Plusieurs jeunes hommes offrirent leurs services militaires pour combattre pour la Pologne, le plus connu d'entre eux étant Edgar Allan Poe, qui écrivit une lettre à son commandant le 10 mars 1831 pour lui demander de rejoindre l'armée polonaise si elle était créée en France. Le soutien à la Pologne était le plus élevé dans le Sud, car la mort de Pulaski à Savannah, en Géorgie, était bien commémorée. Le monument le plus célèbre représentant de la polonophilie américaine de l'époque était le Fort Pulaski dans l'État de Géorgie.
Włodzimierz Bonawentura Krzyżanowski était un autre héros qui a combattu à la bataille de Gettysburg et a aidé à repousser les Tigres de Louisiane. Il fut nommé gouverneur de l'Alabama, de la Géorgie, et fut administrateur du territoire de l'Alaska, une haute distinction pour un étranger à l'époque. Il avait fui la Pologne après l'échec de l'insurrection de Grande-Pologne en 1848 .

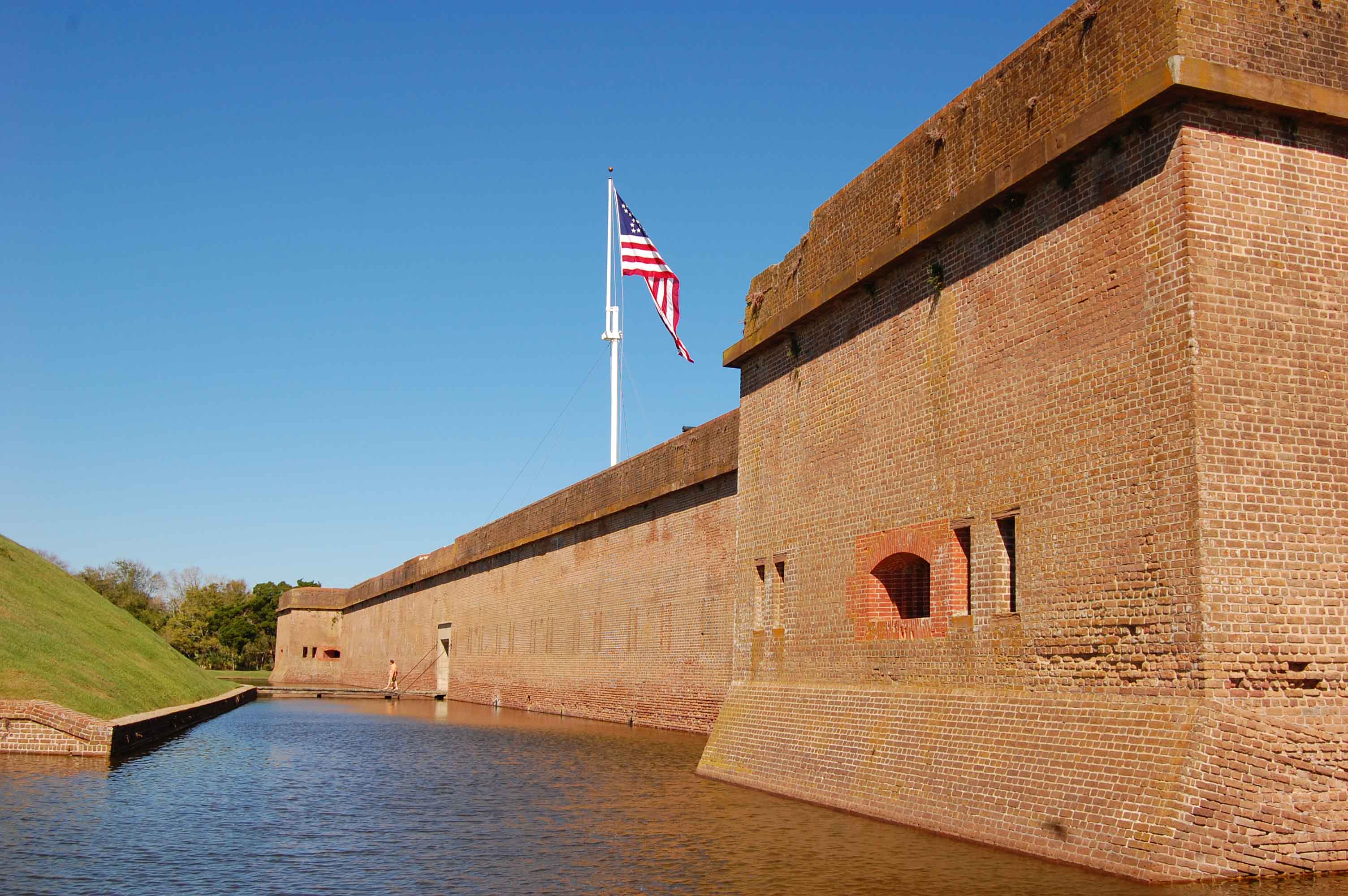
Le Monument national de Fort Pulaski, nommé d'après Casimir Pulaski.

Le président américain Woodrow Wilson a également manifesté un fort soutien à la Pologne. En 1918, il présente ses Quatorze Points comme accord de paix pour mettre fin à la Première Guerre mondiale ; au point 13, il exige  qu'« un État polonais indépendant [soit] érigé... avec un accès libre et sûr à la mer... »,.
Le président américain Donald Trump a également exprimé son sentiment envers la Pologne et son histoire dans un discours à Varsovie le 6 juillet 2017. Trump a salué à plusieurs reprises lors de son discours l'esprit des Polonais pour la défense de la liberté et de l'indépendance du pays, notamment contre l'oppression du communisme. Il a salué la détermination spirituelle des Polonais et a rappelé le rassemblement des Polonais en 1979 avec le célèbre chant « Nous voulons Dieu ». Trump a également fait des remarques sur le succès économique de la Pologne et sur le succès de sa politique envers les migrants.
L'importante communauté polono-américaine conserve certaines coutumes folkloriques traditionnelles telles que le Dyngus Day et le Pulaski Day, qui sont devenus bien connus dans la culture américaine. Elle comprend également l'influence de la cuisine polonaise et la diffusion de spécialités polonaises telles que les pierogi, la kielbasa, le kabanos et les bagels.

### Géorgie

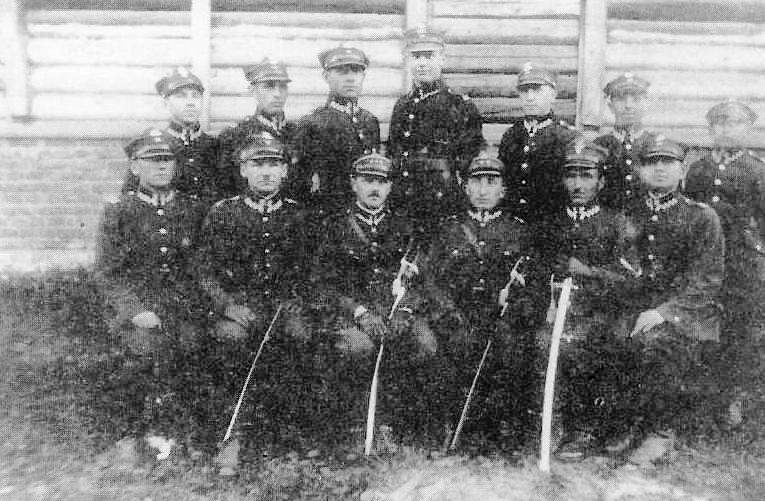
Soldats géorgiens dans l'armée polonaise, 1925.

De nombreux Géorgiens ont participé aux campagnes militaires menées par la Pologne au XVIIe siècle. Bogdan Gurdziecki (en), d'origine géorgienne, devint ambassadeur du roi de Pologne au Moyen-Orient et effectua de fréquents voyages diplomatiques en Perse pour représenter les intérêts polonais. La similarité de destin entre les deux nations (dont notamment l'occupation russe) conduit au XIXe siècle à des rencontres plus fréquentes, notamment en raison des déportations russes de Polonais vers la Géorgie et de Géorgiens vers la Pologne. Les deux nations ont soutenu leurs mouvements d'indépendance respectifs, et de jeunes Géorgiens sont venus étudier à Varsovie, considérant les Polonais comme une source d'inspiration et un modèle pour leur activité de libération nationale.
Après l'invasion de la Géorgie par l'Armée rouge, de nombreux officiers militaires géorgiens ont trouvé refuge en Pologne et ont rejoint l'armée polonaise. Ils combattent ensuite pour la défense polonaise lors de l'invasion conjointe germano-soviétique de la Pologne au début de la Seconde Guerre mondiale et, par la suite, beaucoup ont rejoint le mouvement de résistance polonais.
Pendant la guerre russo-géorgienne de 2008, la Pologne a fortement soutenu la Géorgie. Le président polonais Lech Kaczyński s'est rendu à Tbilissi pour manifester contre l'intervention militaire russe et le conflit militaire qui s'est ensuivi. Plusieurs dirigeants européens ont rencontré le président géorgien Mikheïl Saakachvili à l'initiative de Kaczyński lors du rassemblement organisé le 12 août 2008, auquel ont participé plus de 150 000 personnes. La foule a répondu avec enthousiasme au discours du président polonais en scandant « Pologne, Pologne », « Amitié, Amitié » et « Géorgie, Géorgie ».
Le boulevard principal de la ville de Batoumi, en Géorgie, porte le nom de Lech Kaczyński et de sa femme, Maria.

### Hongrie

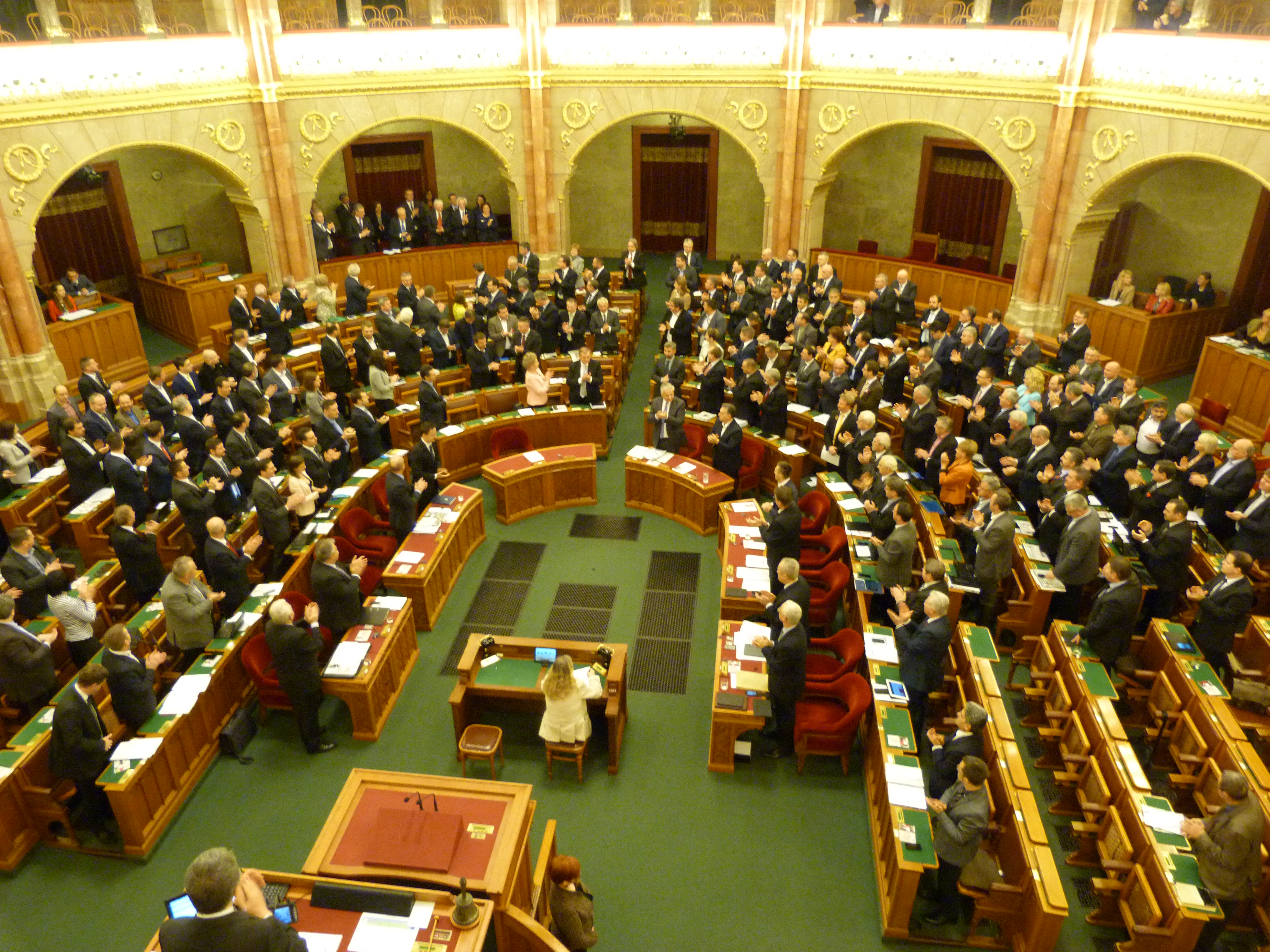
Une standing ovation des députés hongrois après que le Parlement hongrois a déclaré 2016 comme l'Année de la solidarité et de l'amitié entre la Hongrie et la Pologne. Les deux pays entretiennent des relations diplomatiques depuis 1000 ans et la Journée de l'amitié est célébrée en Hongrie et en Pologne le 23 mars.

La Hongrie et la Pologne entretiennent de bonnes relations depuis l'inauguration des relations diplomatiques entre les deux pays au Moyen Âge. La Hongrie et la Pologne entretiennent une amitié et une fraternité très étroites « enracinées dans une histoire profonde de monarques, de cultures et de foi communes ». Les deux pays commémorent leurs relations fraternelles et la Journée de l’amitié.
Les Polonais et les Hongrois ont soutenu à plusieurs reprises leurs soulèvements de libération nationale respectifs : nommons l'insurrection polonaise de novembre, l'insurrection de janvier et l'insurrection de Varsovie, ainsi que la guerre d'indépendance de Rákóczi en Hongrie, la révolution de 1848 et la révolution de 1956. Après la défaite de la guerre d'indépendance de Rákóczi, la Pologne a accueilli des insurgés hongrois en fuite, dont leur chef François II Rákóczi ; et, après la défaite de l'insurrection de janvier, la Hongrie a reçu des réfugiés polonais. Le général polonais Józef Bem est considéré comme un héros national en Hongrie où il est commémoré par plusieurs monuments.
Pendant la Seconde Guerre mondiale, la Hongrie a refusé de laisser passer les troupes d'Adolf Hitler lors de l'invasion de la Pologne en septembre 1939. Bien que la Hongrie, dirigée par Miklós Horthy, fût alliée à l'Allemagne nazie, elle refusa de participer à l'invasion par « honneur hongrois ».
Le 12 mars 2007, le Parlement hongrois a déclaré le 23 mars « Journée de l'amitié hongro-polonaise », avec 324 voix pour, aucune voix contre et aucune abstention. Quatre jours plus tard, le Parlement polonais a déclaré le 23 mars « Journée de l'amitié polono-hongroise » par acclamation. Le Parlement hongrois a également voté 2016 comme l'Année de la solidarité entre la Hongrie et la Pologne.
Le prince Étienne Báthory, d'origine hongroise, fut élu roi de Pologne en 1576, et est la principale figure de proue des liens étroits unissant les deux pays.

### Italie

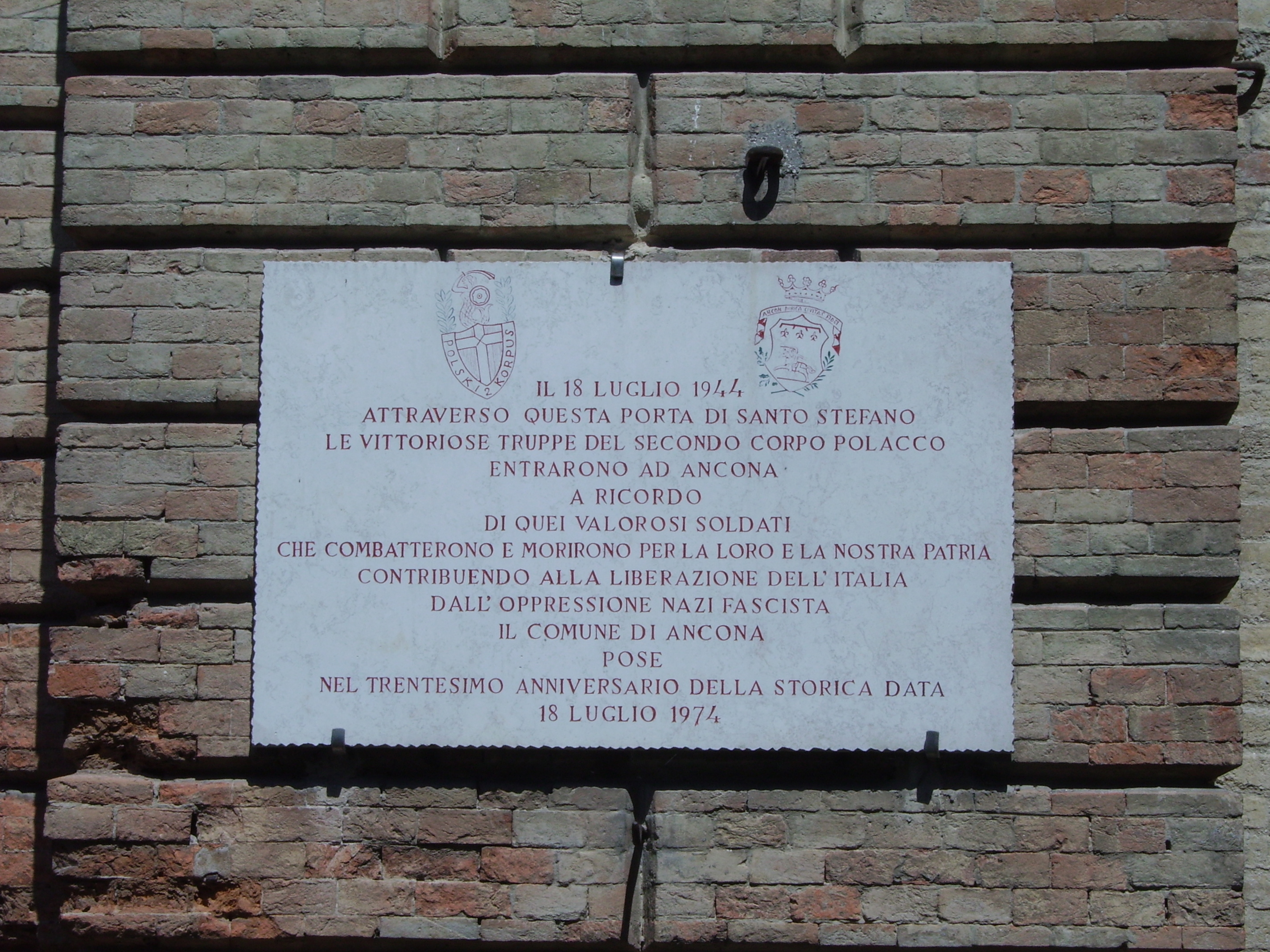
Plaque commémorative de la libération d'Ancône par le IIe Corps polonais en 1944.

L'Italie et la Pologne partagent un contexte historique et des ennemis communs (l'Autriche), et les deux pays maintiennent de bonnes relations jusqu'à ce jour. Les Polonais et les Italiens se sont mutuellement soutenus dans leurs luttes pour l'indépendance. Les Polonais ont combattu lors de la première guerre d'indépendance italienne et de l'expédition des Mille, contribuant à la naissance d'une Italie unifiée. Le gouvernement italien a ensuite accepté de créer une école militaire polonaise à Gênes, qui a formé des officiers polonais en exil, qui ont ensuite combattu lors du soulèvement polonais de janvier contre la Russie. Des volontaires italiens formèrent la Légion Garibaldi (en) qui combattit également pour l'indépendance de la Pologne lors du soulèvement de 1863. Son chef Francesco Nullo (en) fut tué à la bataille de Krzykawka en 1863. En Pologne, Nullo est un héros national et de nombreuses rues et écoles portent son nom.
La lutte pour une nation unie et souveraine était un objectif commun aux deux pays et a été remarqué par Goffredo Mameli, un polonophile, l'auteur des paroles de l'hymne national italien, Il Canto degli Italiani. Mameli souligne ainsi dans dernier couplet de l'hymne : Già l'Aquila d'Austria, le penne ha perdute. Il sangue d'Italia, il sangue Polacco.... (« Déjà l'Aigle d'Autriche a perdu ses plumes. Le sang de l'Italie, le sang polonais... »).
Pendant la Première Guerre mondiale, l'Italie a établi deux camps de prisonniers de guerre pour les soldats de nationalité polonaise enrôlés dans l'armée autrichienne, qui ont ensuite été autorisés à quitter l'Italie et à rejoindre l'Armée bleue polonaise en France pour lutter pour l'indépendance de la Pologne. Le gouvernement et le peuple italiens se montrèrent amicaux envers les troupes polonaises, et les villes italiennes offrirent des bannières aux unités polonaises nouvellement formées en Italie.
Le pape Jean-Paul II a également grandement contribué à une opinion favorable du peuple polonais en Italie et au Vatican pendant son pontificat.